# 정적 평형 상태
정적 평형 상태(equilibrium)는 입자의 알짜힘이 0인 상태:39, 즉 어떤 계의 모든 성분에 대한 힘과 돌림힘 각각의 합이 0이 되는 상태를 의미한다. 이러한 계는 정역학에서 다루어진다.
예를 들면, 책상 위의 문진을 생각해 보자. 관성 기준틀을 방의 운동과 일치하도록 선택한다면, 책상과 문진의 계는 바닥에 대해 정적 평형 상태에 있다고 볼 수 있다. 관성 기준틀을 방의 운동에 일치하도록 선택했으므로, 지구의 움직임에 의한 작은 가속도(코리올리 힘, 구심 가속도를 참조)는 무시할 수 있다.

## 같이 보기
- 가상일의 원리
- 동적 평형 상태
- 부정정
- 준안정
- 학문
  - 물리학
    - 역학 (물리학)
      - 고전역학
        - 동역학
        - 정역학